# Дандекар, Рамчандра Нараян
Рамча́ндра Нара́ян Дандека́р (хинди रामचंद्र नारायण दांडेकर; 17 марта 1909, Сатара — 11 декабря 2001, Пуна) — британский и индийский индолог, один из крупнейших санскритологов и исследователей древнеиндийской культуры в мире; обладал большим авторитетом как в самой Индии, так и за её пределами. Автор огромного количества научных трудов. Обладатель множества званий — длительное время был президентом Международной ассоциации санскритологов (с 1993 года до 2001 года был почётным президентом).

## Биография
В Бомбейском университете в 1931 году получил степень бакалавра гуманитарных наук по санскриту и в 1933 году — магистра гуманитарных наук по древнеиндийской культуре.
В 1933 году стал профессором санскрита и древнеиндийской культуры в Фергюссонском колледже.
В 1938 году в Гейдельбергском университете получил степень доктора за диссертацию «Ведический человек» (нем. "Der Vedish Mensh").
В 1939—1994 годы — почётный секретарь, а в 1994—2001 годы — вице-президент Института востоковедения имени Бхандакара.
В 1951 году стал профессором санскрита и заведующим кафедрой санскрита и пракрита Университета Пуны.
В 1959—1965 годы — декан факультета гуманитарных наук Университета Пуны.
В 1964—1974 годы — Центра передовых исследований санскрита Университета Пуны.
Служил в качестве советника по индологии в ЮНЕСКО.

## Научная деятельность
Научные труды и индивидуальность Дандекара очень своеобразны. Эта своеобразность была предопределена двумя факторами.
Во-первых, Дандекар по рождению принадлежал к брахманскому роду, ведущую свою родословную от риши Васиштхи, автора группы сукт в «Ригведе». Своему предку Дандекар посвятил несколько интереснейших работ.
Во-вторых, Дандекар получил блестящее научное европейское образование — не только принятое в те времена в колониальной Индии британское образование; на личность Дандекара как учёного большое влияние оказал его немецкий учитель — известный санскритолог и индоевропеист Герман Гюнтерт. И именно у Гюнтера и его коллег Дандекар воспринял важнейшую научную методологическую установку работы — согласно ей, изучение мифологии должно опираться не только на саму мифологию; изучение мифологии, тем более ведийской и пуранической, возможно только с привлечением данных этнографии, антропологии, археологии, сравнительной мифологии, фольклористики, религиоведения и геологии. Впервые требование такого подхода — «сравнительного» и/или «антропологического» — было сформулировано Р. Н. Дандекаром в 1945 г. в его статье «Ведийский Яма».
Ещё один важный принцип работы историка Вед Дандекар наметил в своих ранних статьях (и развил в более поздних работах), посвящённых образам отдельных ведийских божеств — принцип «религиозного эволюционизма»: именно Дандекар в своих работах доказал, что ведийская жреческая традиция выросла на основе архаической мифологии индоариев, постоянно подпитываемая народными верованиями; и что образы ведийских божеств не продукт исключительного жреческого умозрения и не обожествлённые абстракции, как утверждалось большинством учёных практически вплоть до конца XX века. На примере одного из самых «абстрактных» божеств — Савитара — он показал конкретные мифологические черты этого древнего солнечного божества.
И именно Дандекар своими трудами положил начало процессу пересмотра не только категории так называемых «абстрактных» богов пантеона Вед. Так, он настаивал на том что образы величайших богов индуизма восходят, фактически, к небрахманическим, вневедийским истокам: он настаивал, что эпический и современный культ Вишну восходит, с одной стороны, к образу «птицы плодородия»; с другой стороны, к дравидийским героическим божествам (Нрисимха, Кришна-Говинда и другие).

### Избранная библиография
Дандекар автор множества научных трудов по санскриту, истории Индии и индуизма и ведийской культуры. Так же его перу принадлежит большое количество статей. Ниже приводится избранная библиография.
- A History of the Guptas, Poona, Orienal Book Agency, India. 1941
- Progress of Indic Studies, 1917—1942. Pune: Bhandarkar Oriental Research Institute. 1942
- Some Aspects of the History of Hinduism. Pune: University of Poona, Centre of Advanced Study in Sanskrit. 1967
- Sanskrit and Maharashtra: A Symposium. Pune: University of Poona, Centre of Advanced Study in Sanskrit. 1972
- Vaisnavism and Shaivism. In Ramakrishna Gopal Bhandarkar as an Indologist, ed. by R.N.Dandekar pp. 21-111. Pune: Bhandarkar Oriental Research Institute. 1976
- Recent Trends in Indology. Pune: Bhandarkar Oriental Research Institute. 1978
- Vedic Mythological Tracts. Delhi: Ajanta Publications. 1979
- Insights into Hinduism. Delhi: Ajanta Publications. 1979
- Exercises in Indology. Delhi: Ajanta Publications. 1981
- Inaugural Address. In The Mahabharata Revisited, ed. by R.N. Dandekar. Pp. 11-18. New Delhi: Sahitya Akademi. 1990
- Vedic Mythology: A Rethinking. In Inside the Texts, Beyond the Texts, New Approaches to the Study of the Veda, ed. by Michael Witzel. Pp. 39-48. Harvard Oriental Series, Opera Minora, Vol. 2. Cambridge, Mass.: Department of Sanskrit and Indian Studies, Harvard University. Devasthali, G.V. (ed.). 1985.
- Vedic Bibliography. Vol. 1-5. Poona. 1946—1993

На русский язык труды Дандекара практически не переводились и он был известен небольшому кругу специалистов. Единственное издание работ Дандекара на русском языке представляет собою изданный в 2002 году сборник из 10-ти статей, написанных в разные годы и вошедших в четырёхтомное собрание его избранных трудов (Delhi, 1979—1981):
- Дандекар Р. Н. От Вед к индуизму. Эволюционирующая мифология / Сост. Я. В. Васильков. Отв. ред. Г. М. Бонгард-Левин. Пер. с англ. К. П. Лукьяненко. — М.: «Восточная литература» РАН, 2002. — 286 с. — ISBN 5-02-016607-3.